# Venerdì (gioco)
Venerdì (dall'originale tedesco: Freitag) è un gioco da tavolo per un giocatore ideato da Friedemann Friese, liberamente ispirato al romanzo Robinson Crusoe, in cui nei panni dell'indigeno Venerdì bisogna aiutare Robinson a fronteggiare i pericoli e le insidie che gli si pareranno davanti migliorando le sue capacità di sopravvivenza al fine di prepararlo nella lotta finale contro i pirati ed abbandonare così definitivamente l'isola.

## Contenuto
- 72 carte suddivise in:
  - 3 carte livello;
  - 59 carte combattimento/sfida;
  - 10 carte pirati;
- 22 segnalini punti vita;
- 3 tabelle organizzative.

## Descrizione
All'inizio del gioco le abilità di Robinson, rappresentate dal mazzo di carte combattimento, sono limitate ma di contro il nostro naufrago è in buona salute per affrontare le sfide. Ogni turno comincia pescando due carte sfida, se ne sceglie una da affrontare mentre l'altra viene messa negli scarti del mazzo sfida: le carte sfida sono divise in due parti: quella superiore riporta il livello di combattimento da raggiungere per vincere lo scontro e il numero massimo di carte combattimento che è possibile pescare senza subire penalità; quella inferiore indica i punti forza e l'eventuale abilità che la carta offre qualora entri a far parte del mazzo di combattimento di Robinson.
Per affrontare lo scontro infatti vengono pescate un numero di carte pari o inferiore al relativo valore riportato sulla carta sfida (è possibile pescare quante carte combattimento si vogliono, sacrificando però un punto vita per ogni carta ulteriore: ad ogni modo in ogni singolo scontro almeno una carta combattimento deve essere pescata): se la somma di tutti i punti forza sul tavolo è pari o superiore al livello di combattimento da raggiungere la sfida è vinta e la carta viene aggiunta agli scarti del mazzo combattimento. In caso contrario lo scontro è perso: la carta sfida viene messa negli scarti del mazzo sfida e Robinson perde un numero di punti vita pari alla differenza tra il livello combattimento che avrebbe dovuto raggiungere con la somma dei punti forza raggiunti. Nel caso si rimanga con esattamente 0 punti vita la partita può continuare, ma se si presentano le condizioni di dover perderne di ulteriori la partita termina immediatamente con la sconfitta. In ogni caso, le carte combattimento usate vengono raccolte negli scarti del mazzo combattimento. Perdendo uno scontro però si possono scartare definitivamente le carte combattimento in ragione di una carta per ogni punto vita perso: in questo modo è possibile liberarsi di carte inutili (che presentano 0 punti forza) o addirittura dannose (che tolgono punti forza).
Man mano che la partita procede quindi il mazzo va arricchendosi di carte più vantaggiose, tuttavia il tempo scorre e l'esaurimento del mazzo combattimento implica il rimescolamento dei relativi scarti con una carta invecchiamento per formare il nuovo mazzo: tutte le carte invecchiamento affliggono in maniera più o meno grave a seconda del numero di volte che si è dovuto ricostituire il mazzo. Non solo: all'esaurimento delle carte sfida i relativi scarti vengono rimescolati a formare un nuovo mazzo e il grado di difficoltà, rappresentato da un colore (all'inizio verde, al primo rimescolamento giallo, al secondo e ultimo rosso), aumenta. Quando il mazzo sfida si esaurisce per la terza volta, Robinson dovrà affrontare due assalti da parte dei pirati: se riuscirà a sopravvivere la partita è vinta.

### Fattori Pericolo
Il gioco può essere affrontato a diversi gradi di difficoltà attraverso 4 livelli detti Fattori Pericolo che apportano piccoli accorgimenti durante la fase di preparazione.